# Thời kỳ Đại Chính

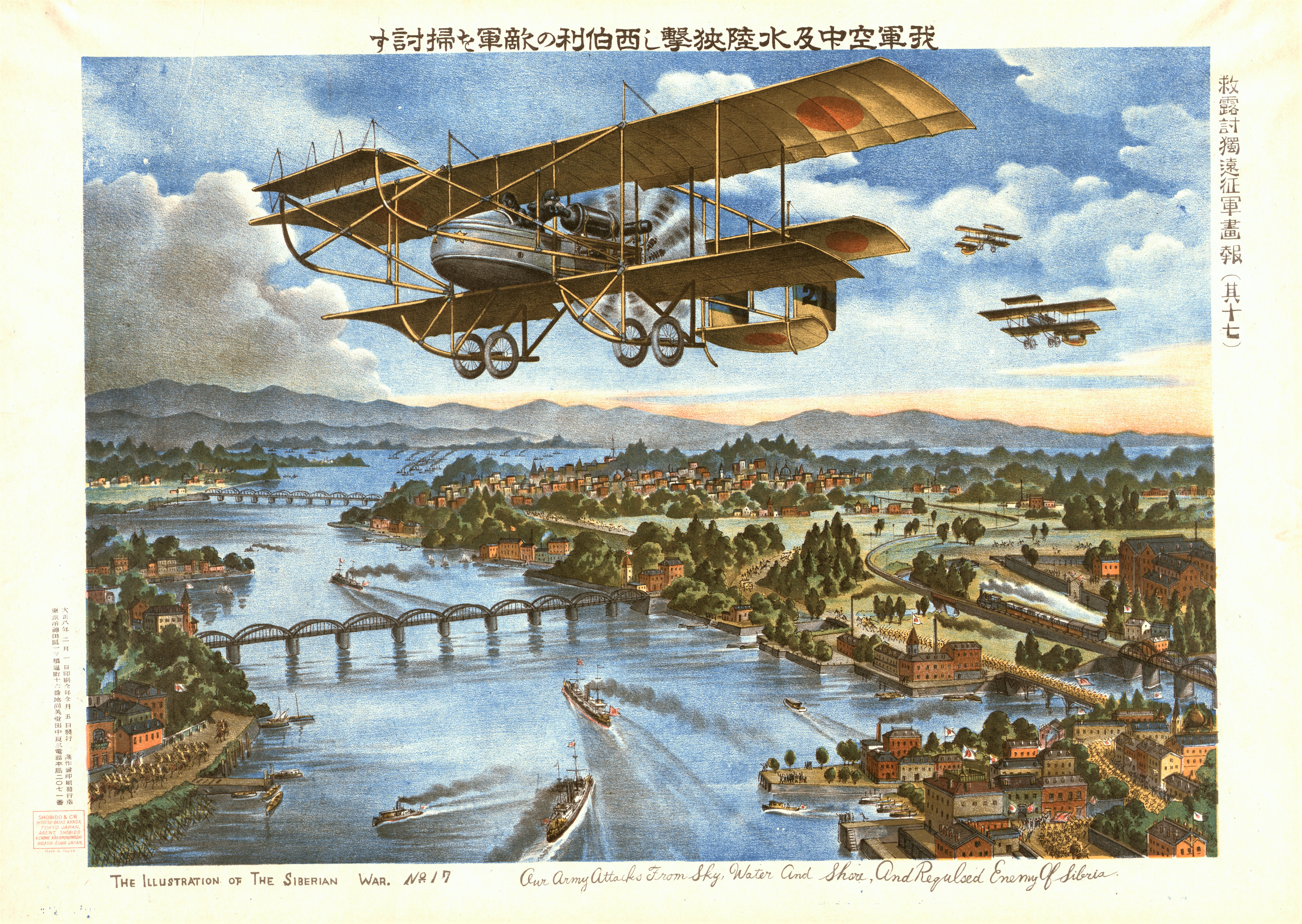
Nhật Bản chiếm đóng thành phố Khabarovsk của Nga trong Nội chiến Nga, 1919

| Lịch sử Nhật Bản | Lịch sử Nhật Bản |
| --- | ---------------- |
| Tiền sửThời kỳ đồ đá cũ ~15000 TCN Thời kỳ Jōmon (Thằng Văn) ~15000 TCN–300 TCN Thời kỳ Yayoi (Di Sinh) tk 4 TCN–tk 3 |                  |
| Cổ đạiThời kỳ Kofun (Cổ Phần) tk 3–tk 7 Thời kỳ Asuka (Phi Điểu) 592–710 Thời kỳ Nara (Nại Lương) 710–794 Thời kỳ Heian (Bình An) 794–1185 |                  |
| Phong kiếnThời kỳ Kamakura (Liêm Thương) 1185–1333 Tân chính Kemmu (Kiến Vũ) 1333–1336 Thời kỳ Muromachi (Thất Đinh) 1336–1573 Thời kỳ Nam-Bắc triều 1336–1392 Thời kỳ Chiến Quốc 1467–1590 Thời kỳ Azuchi-Momoyama (An Thổ-Đào Sơn) 1573–1603 Mậu dịch Nanban (Nam Man) Chiến tranh Nhật Bản – Triều Tiên 1592–1598 Thời kỳ Edo/Tokugawa (Giang Hộ/Đức Xuyên)1603–1868 Chiến tranh Nhật Bản – Lưu Cầu Chiến dịch Ōsaka (Đại Phản) Tỏa Quốc Đoàn thám hiểm Perry Hiệp ước Kanagawa (Thần Nại Xuyên) Bakumatsu (Mạc mạt) Minh Trị Duy tân Chiến tranh Boshin (Mậu Thìn) |                  |
| Hiện đạiThời kỳ Minh Trị (Meiji) 1868–1912 Nhật xâm lược Đài Loan 1874 Chiến tranh Tây Nam Chiến tranh Nhật–Thanh Hiệp ước Mã Quan Chiến tranh Ất Mùi 1895 Phong trào Nghĩa Hòa Đoàn Hòa ước Portsmouth Hiệp ước Nhật–Triều 1910 Thời kỳ Đại Chính (Taishō) 1912-1926 Nhật Bản trong Thế chiến thứ nhất Sự can thiệp của Nhật Bản vào Siberia Đại thảm họa động đất Kantō 1923 Thời kỳ Chiêu Hòa (Shōwa) 1926–1989 Chủ nghĩa quân phiệt Nhật Bản Sự kiện Phụng Thiên Nhật Bản xâm lược Mãn Châu Hiệp ước chống Quốc tế Cộng sản Chiến tranh Trung–Nhật Cuộc tấn công Trân Châu Cảng Vụ ném bom nguyên tử xuống Hiroshima và Nagasaki Chiến tranh Xô–Nhật Nhật Bản đầu hàng Thời kỳ bị chiếm đóng 1945-1952 Nhật Bản thời hậu chiếm đóng Kỳ tích kinh tế Nhật Bản thời hậu chiến Thời kỳ Bình Thành (Heisei) 1989–2019 Thập niên mất mát Động đất Kobe 1995 Cool Japan Động đất và sóng thần Tōhoku 2011 Thời kỳ Lệnh Hòa (Reiwa) 2019–nay Đại dịch COVID-19 tại Nhật Bản |                  |
| Xem thêm Thiên hoàng • Niên biểu • Đế quốc Nhật Bản Kinh tế • Giáo dục • Quân sự • Hải quân • Di sản thế giới |                  |
| x t s |                  |

Thời kỳ Đại Chính (大正時代 (Đại Chính thời đại) Taishō jidai) là một thời kỳ trong lịch sử Nhật Bản từ ngày 30 tháng 7 năm 1912 đến 25 tháng 12 năm 1926, dưới sự trị vì của Thiên Hoàng Đại Chính. Vị thế của hoàng đế mới còn yếu dẫn đến việc chuyển giao quyền lực từ nhóm chính khách thiểu số sang quốc hội Nhật Bản và các đảng dân chủ. Do đó, thời kỳ này còn được xem là khoảng thời gian của các phong trào tự do như "Dân chủ Đại Chính" ở Nhật Bản; nó thường được phân biệt với thời kỳ Minh Trị đầy hỗn loạn trước và thời kỳ đầu của chủ nghĩa quân phiệt ở thời kỳ Chiêu Hòa.

## Di sản thời Minh Trị

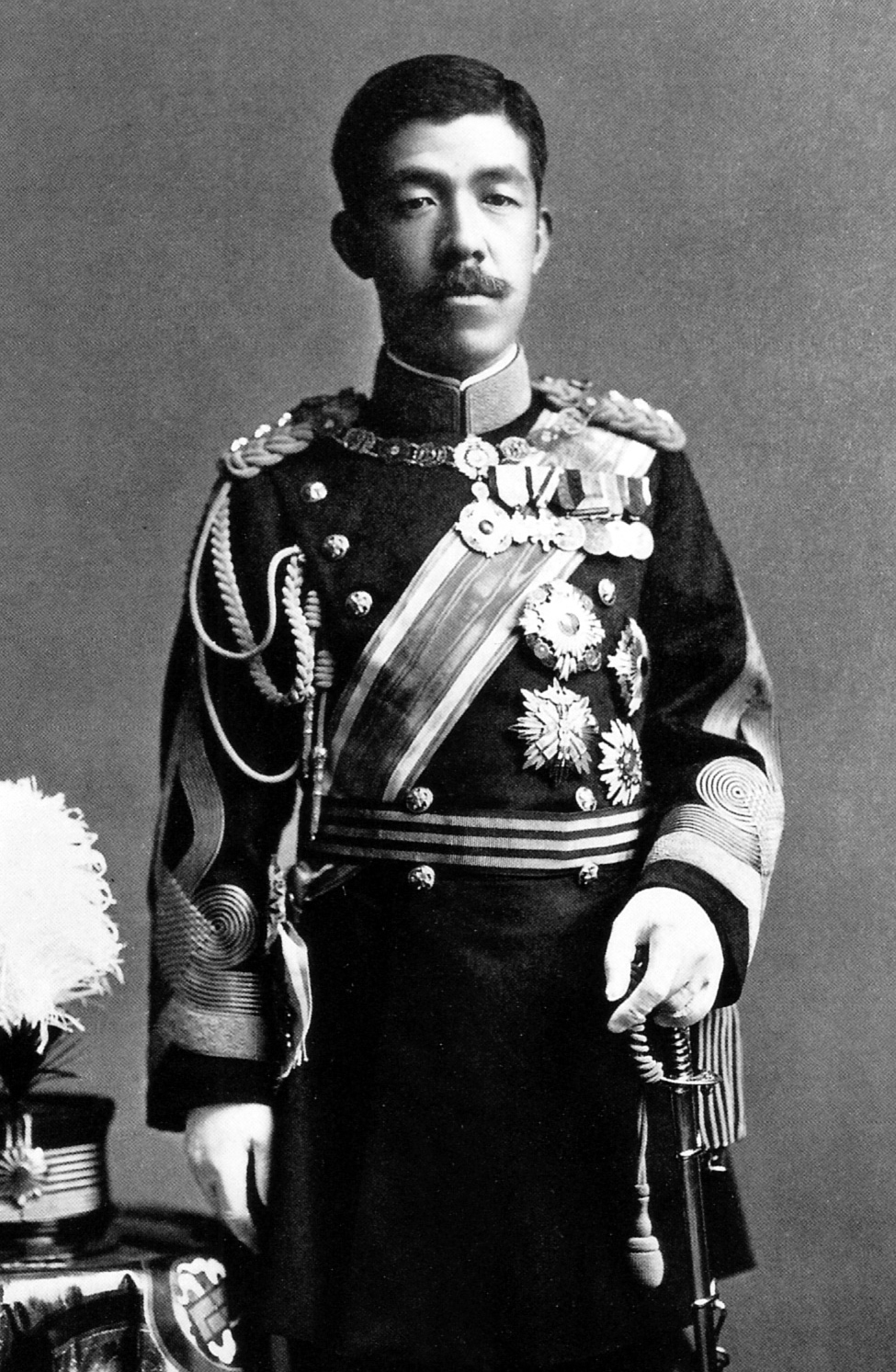
Thiên Hoàng Đại Chính năm 1912

Vào ngày 30 tháng 7 năm 1912, Thiên hoàng Minh Trị mất và Thái tử Yoshihito đã kế vị ngai vàng với tư cách là Thiên hoàng Nhật Bản. Trong chiếu chỉ đăng cơ của mình, Hoàng đế mới lên ngôi đã tuyên bố niên hiệu của mình Đại Chính, có nghĩa là "sự công chính vĩ đại".
Sự kết thúc của thời kỳ Minh Trị được đánh dấu bằng các chương trình đầu tư và quốc phòng lớn của chính phủ trong và ngoài nước, tín dụng gần như cạn kiệt và thiếu dự trữ ngoại tệ để trả nợ. Ảnh hưởng của văn hóa phương Tây trong thời kỳ Minh Trị vẫn tiếp tục diễn ra. Kobayashi Kiyochika đã áp dụng các phong cách hội họa phương Tây trong khi tiếp tục vẽ  ukiyo-e . Okakura Kakuzō giữ mối quan tâm đến truyền thống hội họa Nhật Bản. Mori Ōgai đã nghiên cứu ở phương Tây và giới thiệu một cái nhìn hiện đại hơn về cuộc sống của con người.
Các sự kiện diễn ra từ Minh Trị Duy tân vào năm 1868 đã chứng kiến không chỉ hoàn thành nhiều mục tiêu kinh tế và chính trị trong và ngoài nước - Nhật Bản không phải chịu số phận thực dân như các quốc gia châu Á khác - mà còn là một kích thích trí tuệ mới, ở thời điểm mà sự quan tâm trên toàn thế giới đối với chủ nghĩa xã hội và giai cấp vô sản thành thị đang phát triển. Quyền bầu cử phổ thông cho nam giới, phúc lợi xã hội, quyền lao động và các cuộc biểu tình bất bạo động là lý tưởng của phong trào cánh tả ban đầu. Tuy nhiên, sự đàn áp của chính phủ đối với các hoạt động cánh tả đã dẫn đến hành động cánh tả cực đoan hơn và thậm chí còn mạnh mẽ hơn, dẫn đến việc giải tán Đảng Xã hội Nhật Bản (社会 党  Nihon Shakaitō ) chỉ một năm sau khi thành lập và là thất bại chung của phong trào xã hội chủ nghĩa năm 1906.
Sự khởi đầu của thời kỳ Đại Chính được đánh dấu bởi cuộc khủng hoảng chính trị Đại Chính vào năm 1912,13 làm gián đoạn nền chính trị thỏa hiệp trước đó. Khi Saionji Kinmochi cố gắng cắt giảm ngân sách quân sự, bộ trưởng quốc phòng đã từ chức, hạ bệ nội các Rikken Seiyūkai. Cả Yamagata Aritomo và Saionji đều từ chối tại nhiệm và  genrō  không thể tìm ra giải pháp. Sự phẫn nộ của công chúng đối với sự thao túng quân sự của nội các và bầu lại Katsura Tarō nhiệm kỳ ba dẫn đến vẫn còn nhiều yêu cầu chấm dứt nền chính trị của các  genrō . Bất chấp sự phản đối của người bảo hộ cũ, các lực lượng bảo thủ đã thành lập một đảng của riêng họ vào năm 1913,  Rikken Dōshikai , đảng này đã giành được đa số trong Nghị viện hơn Seiyūkai vào cuối năm 1914.
Vào ngày 12 tháng 2 năm 1913, Yamamoto Gonnohyōe đã kế tục Katsura với tư cách là thủ tướng. Vào tháng 4 năm 1914, Ōkuma Shigenobu đã thay thế Yamamoto.

## Chiến tranh thế giới thứ nhất và bá quyền ở Trung Quốc
Chiến tranh thế giới thứ nhất cho phép Nhật Bản, một nước thuộc phe Đồng minh chiến thắng, mở rộng ảnh hưởng ở châu Á và thu được các vùng lãnh thổ mới ở vùng xích đạo phía bắc Thái Bình Dương. Nhật Bản tuyên chiến với Đức vào ngày 23 tháng 8 năm 1914 và nhanh chóng chiếm các vùng lãnh thổ thuộc Đức như vùng Sơn Đông của Trung Quốc, quần đảo Mariana, quần đảo Caroline, quần đảo Marshall các đảo khác ở bắc Thái Bình Dương. Vào ngày 7 tháng 11, Giao Châu đã đầu hàng Nhật Bản.
Cùng với các đồng minh phương Tây tham chiến nhiều ở châu Âu, Nhật Bản đã tìm cách củng cố vị thế của mình ở Trung Quốc bằng cách trình bày Hai mươi mốt yêu sách (tiếng Nhật: 対華二十一ヶ条要求; tiếng Trung: 二十一条) với Chính phủ Trung Hoa Dân Quốc vào tháng 1 năm 1915. Bên cạnh việc mở rộng quyền kiểm soát đối với các lãnh thổ thuộc Đức, Mãn Châu và Nội Mông, Nhật Bản cũng tìm cách sở hữu chung một tổ hợp khai thác và luyện kim lớn ở miền trung Trung Quốc. Nhật cũng cấm Trung Quốc nhượng lại hoặc cho thuê bất kỳ khu vực ven biển nào cho một cường quốc thứ ba. Cùng với các biện pháp kiểm soát chính trị, kinh tế và quân sự khác mà nếu đạt được, Nhật Bản sẽ đặt Trung Quốc dưới sự bảo hộ của mình. Trước các cuộc đàm phán chậm chạp với chính phủ Trung Quốc cộng với tâm lý bài Nhật ở Trung Quốc lan rộng và sự lên án của quốc tế, Nhật Bản buộc phải rút gọn các yêu cầu và hiệp ước cuối cùng được ký vào tháng 5 năm 1915.
Bá quyền của Nhật Bản ở miền bắc Trung Quốc và các khu vực khác của châu Á đã được tạo điều kiện thông qua các thỏa thuận quốc tế khác. Một thỏa thuận với Nga vào năm 1916 đã giúp bảo đảm hơn nữa ảnh hưởng của Nhật Bản ở Mãn Châu và Nội Mông, và các thỏa thuận với Pháp, Anh và Hoa Kỳ vào năm 1917 đã công nhận lợi ích lãnh thổ của Nhật Bản ở Trung Quốc và Bắc Thái Bình Dương. Các khoản vay Nishihara (được đặt theo tên của Nishihara Kamezo, đại diện của Tokyo tại Bắc Kinh) vào năm 1917 và 1918 nhằm hỗ trợ chính phủ Trung Quốc, đưa Trung Quốc vào tình trạng nợ nần với Nhật Bản. Đến cuối cuộc chiến, Nhật Bản hoàn thành các đơn đặt hàng vật tư chiến tranh cần thiết của các đồng minh châu Âu ngày một nhiều, do đó giúp đa dạng hóa ngành công nghiệp nước này, tăng xuất khẩu và lần đầu tiên biến Nhật Bản từ quốc gia con nợ thành quốc gia chủ nợ.
Sức mạnh của Nhật Bản ở châu Á đã tăng lên sau sự sụp đổ của chính phủ Đế quốc Nga vào năm 1917 sau Cách mạng Bolshevik. Muốn nắm bắt cơ hội, quân đội Nhật đã lên kế hoạch chiếm Siberia xa về phía tây đến Hồ Baikal. Để làm như vậy, Nhật Bản đã phải đàm phán một thỏa thuận với Trung Quốc cho phép quá cảnh quân đội Nhật qua lãnh thổ Trung Quốc. Mặc dù lực lượng đã được thu nhỏ lại để tránh sự phản đối của Hoa Kỳ, hơn 70.000 lính Nhật đã gia nhập các đơn vị nhỏ hơn nhiều của Lực lượng viễn chinh Đồng minh gửi đến Siberia vào tháng 7 năm 1918 như một phần của việc Đồng minh can thiệp vào cuộc Nội chiến Nga.
Vào ngày 9 tháng 10 năm 1916, Terauchi Masatake đã đảm nhận vị trí thủ tướng từ Ōkuma Shigenobu. Vào ngày 2 tháng 11 năm 1917, Thỏa thuận Lansing-Ishii giữa Hoa Kỳ và Nhật Bản đã công nhận lợi ích của Nhật Bản tại Trung Quốc và cam kết giữ một "Chính sách mở cửa" (門戸開放政策). Vào tháng 8 năm 1918, các cuộc bạo loạn đã nổ ra ở các thị trấn và thành phố trên khắp Nhật Bản.

## Nhật Bản sau Thế chiến thứ nhất: Nền Dân chủ Đại Chính
Thời kỳ hậu chiến mang lại cho Nhật Bản sự thịnh vượng chưa từng thấy. Nhật Bản đã tham dự Hội nghị hòa bình Paris, 1919 với tư cách là một trong những cường quốc quân sự và công nghiệp lớn của thế giới và được công nhận là một trong những quốc gia "Ngũ đại" của trật tự quốc tế mới. Tokyo đã được trao một ghế thường trực trong Hội đồng Hội Quốc Liên và hiệp ước hòa bình đã xác nhận việc chuyển giao các quyền lợi tại Sơn Đông của Đức cho Nhật, một điều khoản được cho rằng dẫn đến các cuộc bạo loạn chống Nhật và một phong trào chính trị quần chúng trên khắp Trung Quốc. Tương tự, các đảo Bắc Thái Bình Dương cũ của Đức được đặt dưới sự ủy nhiệm của Nhật Bản. Nhật Bản cũng tham gia vào cuộc can thiệp của Đồng minh sau chiến tranh ở Nga và là cường quốc cuối cùng của Đồng minh rút (năm 1925). Mặc dù chỉ có vai trò nhỏ trong Thế chiến I và các cường quốc phương Tây bác bỏ đàm phán một điều khoản bình đẳng chủng tộc trong hiệp ước hòa bình, Nhật Bản nổi lên như một nhân vật chính trên vũ đài chính trị quốc tế khi cuộc chiến kết thúc.
Hệ thống chính trị hai đảng đã phát triển ở Nhật Bản kể từ đầu thế kỷ đã có từ sau Thế chiến I, đã tạo ra biệt danh cho thời kỳ này, "Dân chủ Đại Chính". Năm 1918, Hara Takashi, một người được Saionji chống lưng và có ảnh hưởng lớn trong nội các Seiyūkai trước chiến tranh, đã trở thành thường dân đầu tiên làm thủ tướng. Ộng ta đã tận dụng các mối quan hệ lâu dài mà anh ta có trong toàn chính phủ, giành được sự ủng hộ của  genrō  còn sống và Thượng Viện, và đưa vào nội các của mình với tư cách là bộ trưởng quốc phòng Tanaka Giichi, người được đánh giá cao hơn do có các mối quan hệ dân sự-quân sự có lợi hơn so với người tiền nhiệm của mình. Tuy nhiên, những vấn đề lớn mà Hara phải đối mặt: lạm phát, sự cần thiết phải điều chỉnh nền kinh tế Nhật Bản với hoàn cảnh sau chiến tranh, dòng tư tưởng nước ngoài và một phong trào lao động mới nổi. Các giải pháp trước chiến tranh đã được nội các áp dụng cho các vấn đề hậu chiến này, và rất ít trong số chúng được thực thi để cải cách chính phủ. Hara đã đảm bảo đa số Seiyūkai thông qua các phương pháp được kiểm chứng theo thời gian, chẳng hạn như luật bầu cử mới và tái phân chia bầu cử, và bắt tay vào các chương trình công trình công cộng lớn do chính phủ tài trợ.
Công chúng ngày càng vỡ mộng với nợ quốc gia ngày càng tăng và luật bầu cử mới, vẫn giữ nguyên các tiêu chuẩn thuế tối thiểu cũ cho cử tri. Các lời kêu gọi về quyền bầu cử phổ thông và dỡ bỏ mạng lưới đảng phái chính trị cũ. Sinh viên, giáo sư đại học và nhà báo, được hỗ trợ bởi các công đoàn lao động và được truyền cảm hứng từ một loạt các nhà tư tưởng dân chủ, xã hội chủ nghĩa, cộng sản, vô chính phủ, và các trường phái tư tưởng phương Tây lớn khác, ủng hộ quyền bầu cử phổ thông cho nam giới vào năm 1919 và 1920. Cuộc bầu cử mới vẫn mang lại một đa số Seiyūkai khác, nhưng hầu như không như vậy. Trong môi trường chính trị thời đó, đã có sự phát triển của các đảng mới, bao gồm các đảng xã hội và cộng sản.
Giữa lúc tình hình chính trị sôi nổi như thế này, Hara bị ám sát bởi một công nhân đường sắt bất mãn vào năm 1921. Hara được kế tục bởi các thủ tướng vô đảng phái và nội các chia rẽ. Nỗi lo sợ về một cuộc bầu cử rộng lớn hơn, quyền lực cánh tả và sự thay đổi xã hội ngày càng tăng sinh ra cùng với dòng văn hóa đại chúng phương Tây dẫn đến việc thông qua Luật gìn giữ hòa bình vào năm 1925, cấm mọi thay đổi trong cấu trúc chính trị hoặc bãi bỏ tài sản tư nhân.
Vào năm 1921, trong giai đoạn giữa hai cuộc chiến tranh, Nhật Bản đã phát triển và ra mắt Hōshō. Đây là tàu sân bay được thiết kế có mục đích đầu tiên trên thế giới. Nhật Bản sau đó đã phát triển một đội tàu sân bay không nước nào sánh kịp.
Liên minh không ổn định và sự chia rẽ trong Quốc hội đã dẫn đến việc Kenseikai (憲政会 Hiệp hội chính phủ lập hiến) và Seiyū Hontou (政友本党 True Seiyūkai) hợp nhất thành Rikken Minseitō (立憲民政党 Đảng Dân chủ lập hiến) vào năm 1927. Nền tảng Rikken Minseitou đã được cam kết với hệ thống nghị viện, chính trị dân chủ, và hòa bình thế giới. Sau đó, cho đến năm 1932, Seiyūkai và Rikken Minseitou thay phiên nhau nắm quyền.
Bất chấp các vấn đề chính trị và hy vọng cho chính phủ có trật tự hơn, các cuộc khủng hoảng kinh tế trong nước đã thách thức bất cứ đảng nào nắm quyền. Các chương trình thắt lưng buộc bụng tài chính và kêu gọi sự ủng hộ của công chúng đối với các chính sách bảo thủ của chính phủ như Luật Gìn giữ Hòa bình, bao gồm nhắc nhở về nghĩa vụ đạo đức phải hy sinh cho Thiên hoàng và nhà nước - đã được đưa ra làm giải pháp. Mặc dù suy thoái toàn cầu vào cuối những năm 1920 và đầu những năm 1930 có tác dụng tối thiểu đối với Nhật Bản, thậm chí xuất khẩu của Nhật Bản đã tăng trưởng đáng kể trong giai đoạn này thì bất mãn vấn gia tăng, tiêu biểu là cuộc tấn công vào thủ tướng Rikken Minseitou Osachi Hamaguchi vào năm 1930. Mặc dù Hamaguchi vẫn sống sót sau cuộc tấn công và cố gắng tiếp tục tại chức bất chấp vết thương nghiêm trọng, ông buộc phải từ chức vào năm sau và chết không lâu sau đó.

## Chủ nghĩa cộng sản và phản ứng của người Nhật
Chiến thắng của phe Bolshevik ở Nga vào năm 1922 và hy vọng của họ về cách mạng thế giới đã dẫn đến việc thành lập Comitern. Cộng đồng đã nhận ra tầm quan trọng của Nhật Bản trong việc đạt được cuộc cách mạng thành công ở Đông Á và tích cực trong việc thành lập Đảng Cộng sản Nhật Bản, được thành lập vào tháng 7 năm 1922. Mục tiêu được công bố của Đảng Cộng sản Nhật Bản vào năm 1923 bao gồm việc thống nhất giai cấp công nhân cũng như nông dân, công nhận Liên Xô và rút quân Nhật khỏi Siberia, Sakhalin, Trung Quốc, Hàn Quốc và Đài Loan. Trong những năm tiếp theo, các nhà chức trách đã cố gắng đàn áp đảng này, đặc biệt là sau Sự kiện Toranomon khi một sinh viên cấp tiến bị ảnh hưởng bởi các nhà tư tưởng Marxist Nhật Bản đã cố gắng ám sát Hoàng tử nhiếp chính Hirohito. Luật gìn giữ hòa bình 1925 là một phản ứng trực tiếp với "những suy nghĩ nguy hiểm" được thực hiện bởi các thành phần cộng sản ở Nhật Bản.
Việc tự do hóa các luật bầu cử với Luật bầu cử chung năm 1925 đã có lợi cho các ứng cử viên cộng sản, mặc dù chính Đảng Cộng sản Nhật Bản đã bị cấm. Tuy nhiên một đạo luật gìn giữ hòa bình mới vào năm 1928 đã cản trở những nỗ lực cộng sản bằng cách cấm các đảng mà họ đã xâm nhập. Bộ máy cảnh sát thời đó có mặt khắp nơi và khá kỹ lưỡng trong nỗ lực kiểm soát phong trào xã hội chủ nghĩa. Đến năm 1926, Đảng Cộng sản Nhật Bản đã bị buộc phải hoạt động ngầm. Đến mùa hè năm 1929, sự lãnh đạo của đảng hầu như đã bị phá hủy, và đến năm 1933, đảng này đã tan rã.
Thuyết Liên Á là đặc trưng của đường lối chính trị cánh hữu và chủ nghĩa quân phiệt bảo thủ kể từ khi khởi đầu cuộc Duy tân Minh Trị, góp phần rất lớn vào đường lối chính trị hiếu chiến của thập niên 1870. Các cựu samurai hết thời đã thành lập các hội yêu nước và các tổ chức thu thập thông tin tình báo, chẳng hạn như Gen'yōsha (玄洋社 Huyền Dương Xã, được thành lập năm 1881) và chi nhánh của nó sau này, Kokuryūkai (黒竜会 Hắc Long Hội hay Hắc Long Giang Hội, được thành lập năm 1901). Các nhóm này trở nên tích cực trong việc đối nội và ngoại giao, giúp đỡ những phần tử hiếu chiến và ủng hộ các lý tưởng dân tộc cực đoan cho đến khi kết thúc Thế chiến II. Sau những chiến thắng của Nhật Bản trước Trung Quốc và Nga, những người theo chủ nghĩa dân tộc cực đoan tập trung vào các vấn đề trong nước và nhận thấy các mối đe dọa trong nước như chủ nghĩa xã hội và chủ nghĩa cộng sản.

## Chính sách đối ngoại thời Đại Chính

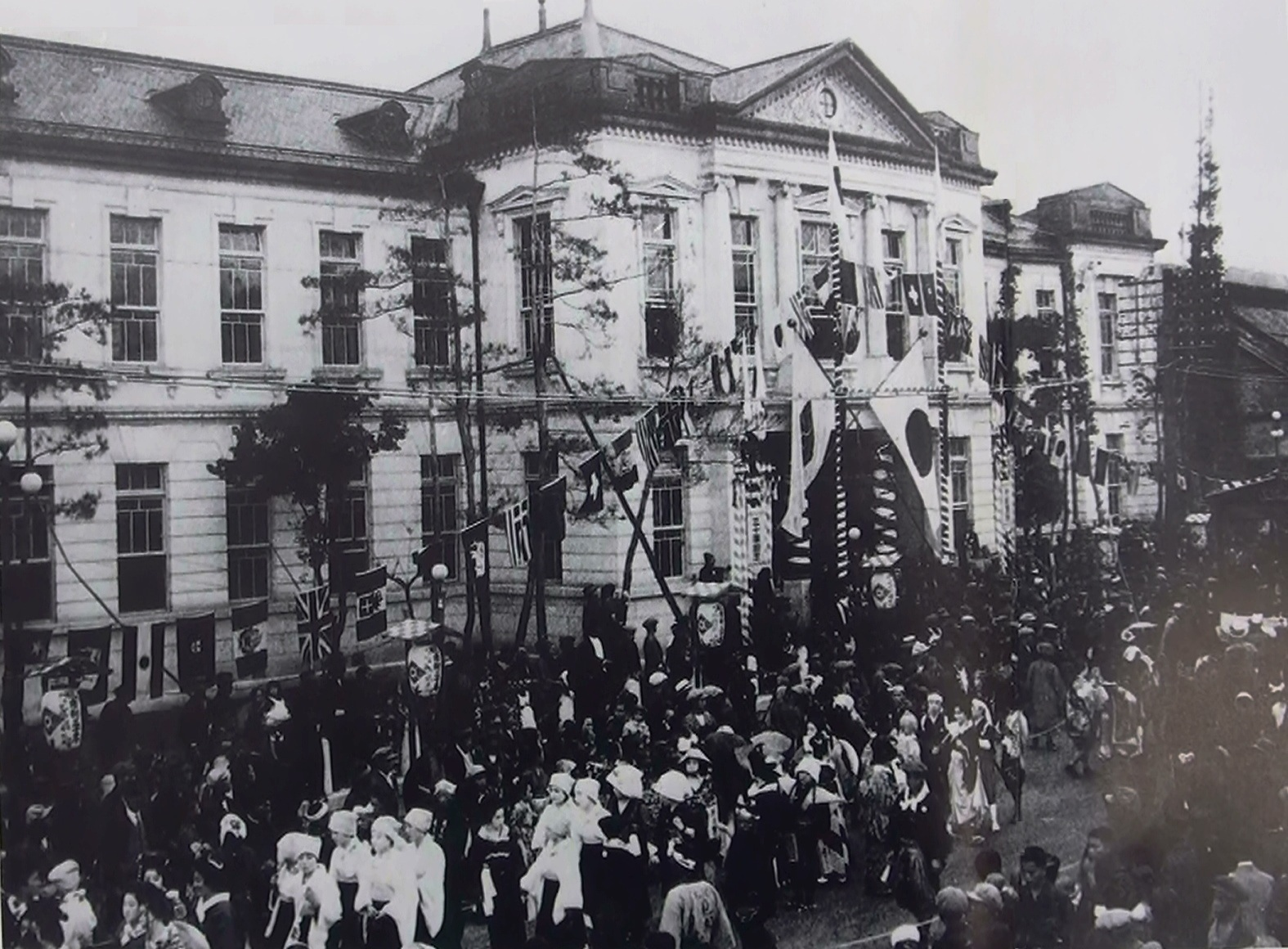
Tòa thi chinh thành phố Kofu thứ hai. Được thực hiện vào năm 1918.

Chủ nghĩa dân tộc mới nổi của Trung Quốc, chiến thắng của những người cộng sản ở Nga và sự hiện diện ngày càng tăng của Hoa Kỳ ở Đông Á đều chống lại lợi ích chính sách đối ngoại hậu chiến của Nhật Bản. Bốn năm viễn chinh ở Siberia và các hoạt động ở Trung Quốc, kết hợp với các chương trình chi tiêu lớn trong nước, đã làm cạn kiệt thu nhập thời chiến của Nhật Bản. Chỉ thông qua các hoạt động kinh doanh cạnh tranh, được hỗ trợ bởi sự phát triển kinh tế và hiện đại hóa công nghiệp mạnh hơn nữa, tất cả đều được hỗ trợ bởi sự lớn mạnh của  zaibatsu , Nhật Bản mới có hy vọng trở thành kẻ thống trị ở châu Á. Hoa Kỳ, vốn từ lâu là nguồn hàng nhập khẩu và các khoản vay cần thiết để phát triển, được coi là trở ngại lớn cho mục tiêu này vì các chính sách ngăn chặn chủ nghĩa đế quốc của Nhật Bản.
Một bước ngoặt quốc tế trong ngoại giao quân sự là Hội nghị Washington năm 1921-1922, nơi tạo ra một loạt các thỏa thuận ảnh hưởng đến một trật tự mới trong khu vực Thái Bình Dương. Các vấn đề kinh tế của Nhật Bản đã khiến cho việc xây dựng hải quân gần như không thể và, nhận ra cần phải cạnh tranh với Hoa Kỳ trên cơ sở kinh tế hơn là dựa trên cơ sở quân sự. Việc xây dựng mối quan hệ trở nên không thể tránh khỏi. Nhật Bản đã có thái độ trung lập hơn đối với cuộc nội chiến ở Trung Quốc, bỏ các nỗ lực mở rộng quyền bá chủ của mình ở Trung Quốc bản thổ, và cùng với Hoa Kỳ, Anh và Pháp khuyến khích sự phát triển của Trung Quốc.
Trong Hiệp ước bốn cường quốc về lãnh thổ các đảo được ký ngày 13 tháng 12 năm 1921, Nhật Bản, Hoa Kỳ, Anh và Pháp đã đồng ý công nhận hiện trạng ở Thái Bình Dương, và Nhật Bản và Anh đã đồng ý chấm dứt Hiệp ước Liên minh chính thức của họ. Hiệp ước Hải quân Washington, được ký ngày 6 tháng 2 năm 1922, đã thiết lập những giới hạn của việc chế tạo tàu chiến của Hoa Kỳ, Anh, Nhật Bản, Pháp và Ý (lần lượt là 5, 5, 3, 1.75 và 1.75) và giới hạn kích thước và vũ khí trên tàu vốn đã được đóng hoặc đang đóng. Trong một động thái giúp Hải quân Hoàng gia Nhật Bản tự do hơn ở Thái Bình Dương, Washington và London đã đồng ý không xây dựng bất kỳ căn cứ quân sự mới nào giữa Singapore và Hawaii.
Mục tiêu của Hiệp ước chín cường quốc cũng được ký kết vào ngày 6 tháng 2 năm 1922 bởi Bỉ, Trung Quốc, Hà Lan và Bồ Đào Nha, cùng với năm cường quốc ban đầu, là để ngăn chặn một cuộc chiến ở Thái Bình Dương. Các bên ký kết đồng ý tôn trọng độc lập và tính toàn vẹn của Trung Quốc, không can thiệp vào các nỗ lực của Trung Quốc nhằm thiết lập một chính phủ ổn định, không tìm kiếm các đặc quyền ở Trung Quốc hoặc đe dọa các vị trí của các quốc gia khác ở đó, để hỗ trợ một chính sách bình đẳng về thương mại và công nghiệp của tất cả các quốc gia ở Trung Quốc, xem xét lại về đặc quyền ngoại giao và quyền tự chủ về thuế quan. Nhật Bản cũng đồng ý rút quân khỏi Sơn Đông, từ bỏ tất cả các quyền kinh tế thuần túy ở đó và rút quân khỏi Siberia.

## Kết thúc nền dân chủ Đại Chính
Nhìn chung, trong những năm 1920, Nhật Bản đã thay đổi đường hướng của mình đối với một hệ thống chính phủ dân chủ. Tuy nhiên, chính phủ nghị viện không bắt rễ đủ sâu để chịu được áp lực kinh tế và chính trị trong những năm 1930, trong đó các nhà lãnh đạo quân sự ngày càng có ảnh hưởng. Những thay đổi quyền lực này được thực hiện nhờ sự mơ hồ và thiếu chính xác của Hiến pháp Minh Trị, đặc biệt là vai trò của Thiên hoàng trong Hiến pháp.

## Mốc thời gian
- 1912: Thiên hoàng Đại Chính lên ngôi (ngày 30 tháng 7). Tướng Katsura Tarō trở thành thủ tướng nhiệm kỳ thứ ba (ngày 21 tháng 12).
- 1913: Katsura bị buộc phải từ chức và Đô đốc Yamamoto Gonnohyōe trở thành thủ tướng (ngày 20 tháng 2).
- 1914: Ōkuma Shigenobu trở thành thủ tướng nhiệm kỳ thứ hai (16 tháng 4). Nhật Bản tuyên chiến với Đức, gia nhập phe Đồng minh trong Thế chiến I (ngày 23 tháng 8).
- 1915: Nhật Bản gửi Hai mươi mốt yêu sách đến Trung Quốc (ngày 18 tháng 1).
- 1916: Terauchi Masatake trở thành thủ tướng (ngày 9 tháng 10).
- 1917: Thỏa thuận Lansing-Ishii có hiệu lực (ngày 2 tháng 11).
- 1918: Cuộc viễn chinh Siberia bắt đầu (tháng 7). Hara Takashi trở thành thủ tướng (ngày 29 tháng 9).
- 1919: Phong trào 1 tháng 3 bắt đầu chống lại sự thống trị của thực dân tại Hàn Quốc (ngày 1 tháng 3).
- 1920: Nhật Bản giúp thành lập Hội Quốc Liên.
- 1921: Hara Takashi bị ám sát và Takahashi Korekiyo trở thành thủ tướng (ngày 4 tháng 11). Hirohito trở thành nhiếp chính (ngày 29 tháng 11). Hiệp ước bốn cường quốc được ký kết (ngày 13 tháng 12).
- 1922: Hiệp ước giải trừ hải quân năm cường quốc được ký kết (ngày 6 tháng 2). Đô đốc Katō Tomosaburō trở thành thủ tướng (ngày 12 tháng 6). Nhật Bản rút quân khỏi Siberia (ngày 28 tháng 8).
- 1923: Đại thảm họa động đất Kantō tàn phá Tokyo (ngày 1 tháng 9). Yamamoto trở thành thủ tướng nhiệm kỳ thứ hai (ngày 2 tháng 9).
- 1924: Kiyoura Keigo trở thành thủ tướng (ngày 7 tháng 1). Hoàng tử Hirohito (Thiên Hoàng Chiêu Hòa tương lai) kết hôn với Kuni no miya Nagako Nyoō (Hương Thuần Hoàng hậu tương lai) (ngày 26 tháng 1). Katō Takaaki trở thành thủ tướng (ngày 11 tháng 6).
- 1925: Luật bầu cử chung đã được thông qua, tất cả đàn ông trên 25 tuổi đều có quyền bỏ phiếu (ngày 5 tháng 5). Bên cạnh đó, Luật gìn giữ hòa bình được thông qua. Công chúa Shigeko, con gái đầu lòng của Hirohito, chào đời (ngày 9 tháng 12).
- 1926: Thiên Hoàng Đại Chính chết; Hirohito trở thành Thiên hoàng (ngày 25 tháng 12).

## Lịch tương đương
Do trùng hợp ngẫu nhiên, việc đánh số năm thời Đại Chính giống với Lịch Dân quốc của Trung Hoa Dân Quốc và lịch Juche của Bắc Triều Tiên.

## Bảng chuyển đổi
Để chuyển đổi bất kỳ năm nào trong lịch Gregory giữa năm 1912 và 1926 thành lịch Nhật Bản trong thời kỳ Đại Chính, năm 1912 cần phải được trừ đi từ năm được đề cập, sau đó thêm 1.
| Đại Chính | 1    | 2    | 3    | 4    | 5    | 6    | 7    | 8    | 9    | 10   | 11   | 12   | 13   | 14   | 15   |
| --------- | ---- | ---- | ---- | ---- | ---- | ---- | ---- | ---- | ---- | ---- | ---- | ---- | ---- | ---- | ---- |
| AD        | 1912 | 1913 | 1914 | 1915 | 1916 | 1917 | 1918 | 1919 | 1920 | 1921 | 1922 | 1923 | 1924 | 1925 | 1926 |